# 在サモア日本国大使館
在サモア日本国大使館（英語: Embassy of Japan in Samoa）は、サモアの首都アピアにある日本の大使館。

## 沿革
- 1962年1月1日、ニュージーランド委任統治領西サモア（英語版）より西サモアとして独立[2]
- 1973年、日本と西サモアの間で外交関係が樹立される[3]
- ウェリントンの在ニュージーランド日本国大使館が在西サモア日本国大使館としての業務兼轄を開始する[4]
- 1997年7月、国名が西サモアからサモアに改称され[5]、これに伴い非常駐の在西サモア日本国大使館の呼称が在サモア日本国大使館となる
- 2013年1月、実館でない在サモア日本国大使館が開設され[4]、兼勤駐在官事務所として活動を開始する[6]
- 2017年1月1日、在サモア日本国大使館が実館としての大使館に格上げ[6]
- 2017年3月14日、日本国政府の閣議決定により、青木伸也が初代駐サモア日本大使に任命される[7]

## 住所

### 所在地
| 日本語 | アピア市サヴァラロ地区サモア国家退職金積立基金（SNPF）プラザ Bビルディング2階 |
| 英語   | Level 2, B-Building, S.N.P.F. Plaza, Savalalo, Apia                           |

### 私書箱
| 日本語 | アピア市私書箱1375  |
| 英語   | P.O. Box 1375, Apia |